# Brfxxccxxmnpcccclllmmnprxvclmnckssqlbb11116
Brfxxccxxmnpcccclllmmnprxvclmnckssqlbb11116 (pronunciat "Albin") va ser el nom que van intentar posar a un nen suec els seus pares al maig de 1996.
Els pares (Elizabeth Hallin i Lasse Diding) havien planificat no registrar legalment el nom del seu fill, però una cort del districte de Halmstad, al sud de Suècia, els va multar amb 5.000 corones sueques (uns 550 €), per no complir amb l'obligació de registrar el nom del nen abans del seu cinquè aniversari. Com resposta a la decisió judicial, els pares van enviar un nom de 43 caràcters, incloent 5 dígits, afirmant que corresponia a una vivència ocorreguda durant l'embaràs: un desenvolupament expressionista que vam visionar com una creació artística. Els pares van suggerir que el nom devia ser entès en l'esperit de la patafísica. La cort va rebutjar el nom i va mantenir la multa.